# Imzouren
Imzouren (en àrab إمزورن, Imzūran; en amazic ⵉⵎⵣⵓⵔⵏ) és un municipi de la província d'Al Hoceima, a la regió de Tànger-Tetuan-Al Hoceima. Segons el cens de 2014 tenia una població total de 33.852 persones. El 24 de febrer de 2004 va patir un terratrèmol d'una magnitud de 6,3 sobre l'escala de Richter que provocà 629 víctimes, més de 1.000 ferits i 15.000 persones sense llar a la província d'Al Hoceima.